# Републички фонд за пензијско и инвалидско осигурање
Републички фонд за пензијско и инвалидско осигурање је организација која врши јавна овлашћења ради остваривања права из инвалидског и пензијског осигурања у Србији.
Седиште ПИО фонда је у Улици др Александра Костића 9 у Београду.

## Делокруг
По историјским подацима прва пензија је износила сто аустријских талира, и решење је добио Илија Марковић 1833. године, од стране Кнеза Милоша, док је прву породичну пензију наследила Јелена Ђ. Петровић из Крагујевца 1835. године.
Данашњи фонд ПИО користи последњи закон о пензијском и инвалидском осигурању из 2003. године, а у садашњем облику постоји од 2008. године, када је објединио три фонда (запослених, самосталних делатности и пољопривредника, а од 2012. године обухвата и исплату војних осигураника).
Фонд ПИО обавља следеће послове:
- обезбеђује законито, рационално и ефикасно остваривање права из пензијског и инвалидског осигурања,
- пружа стручну помоћ осигураницима приликом остваривања права,
- обезбеђује провођење међународних уговора о социјалном осигурању,
- врши оцену радне способности ради остваривања права из пензијског и инвалидског осигурања,
- води одговарајуће евиденције у складу са овим законом и
- обавља и друге послове у вези са спровођењем и остваривањем права из пензијског и инвалидског осигурања.

## Организација
Органи ПИО фонда су Управни одбор и директор Фонда. Председник Управног одбора фонда је Данило Вујичић, док је директор Реља Огњеновић.
Фонд обухвата Дирекцију фонда, чије је седиште у Београду, службу дирекције са седиштем у Приштини, као и Покрајински фонд са седиштем у Новом Саду. Садржи такође 35 филијала, које имају 13 служби и 123 испоставе у оквиру својих округа или општина.
Пио фонд има свој  интернет сајт са вестима и подацима намењеним корисницима, са електронским сервисима (Мој стаж и пензија, Е-калкулатор, Е-шалтер, кретање предмета, увод у податке матичне евиденције за осигуранике и Када у пензију?). Пио фонд је такође активан на друштвеним мрежама фејсбук и инстаграм где објављује вести, обавештења, и фотографије својих делатности и пројеката. Један од пројеката ПИО фонда је било и издавање пензионерских картица за остваривање попуста у разним областима.
Годишње се уради око 120 хиљада вештачења за инвалидске пензије, а докторка Љиљана Митровић, задужена за Сектор за медицинско вештачење у ПИО фонду, навела је да је у првих осам месеци у 2023. години обављено 73 хиљаде вештачења, од тога се 48 хиљада односило на остваривање права из ПИО фонда.

## Контроверзе
Одређени медији истраживали су склапање посла ПИО фонда са фирмом Асеко 2020. године о набавци заштитне опреме у вредности од сто милиона динара, затим почетком марта 2025-е део медија је објавио да је рачун ПИО фонда у блокади што су из фонда званично порекли, а током протеста 15. за 15 на друштвеним мрежама се појавила фотографија мушкарца у фантомци у Пионирском парку за ког се тврдило да је директор ПИО фонда, што је пренео и медиј Нова, али те тврдње нису доказане. Директор ПИО фонда је снимљен као редар на скупу Не дамо Србију од стране Немање Шаровића и КТВ телевизије који су извештавали са скупа. Реља Огњеновић је поднео пријаву против народног посланика Мирослава Алексића за изазивање панике.